# Pachybrachis laetificus
Pachybrachis laetificus es una especie de insecto coleóptero de la familia Chrysomelidae.
Fue descrita científicamente en 1875 por Marseul.